# Frau Wernicke
Frau Wernicke war eine Kunstfigur im deutschen Dienst der BBC, die in der Rundfunkpropaganda des Zweiten Weltkriegs eine wichtige Rolle spielte.

## Bruno Adler und Annemarie Hase
Frau Wernicke stellte eine Berliner Kleinbürgerin dar, die sich mit ihrem einfachen Gemüt, lockeren Tonfall und gesunden Menschenverstand scharfzüngig über die Nationalsozialisten lustig machte. Der vor den Nazis über Prag nach London geflüchtete Historiker, Verleger und Bauhaus-Experte Bruno Adler hatte die Figur für das deutschsprachige Programm der BBC entwickelt. Im Sommer 1940 startete die Serie aus vier- bis siebenminütigen Monologen im Frauenrundfunk der BBC, gesprochen von der ebenfalls nach London emigrierten, damals 44-jährigen Berliner Schauspielerin Annemarie Hase. Hase war im Kabarett der 1920er Jahre berühmt gewesen; Autoren wie Erich Kästner und Kurt Tucholsky texteten ebenfalls für sie.

## Feindsender
Gertrud Wernicke – ihr Vorname wurde in den Sendungen nur selten genannt – wohnte in der fiktiven Großen Frankfurter Allee in Berlin-Mitte und verkörperte die typische „Volksjenossin“, die einfach das erzählt, was ihr in den Kopf schießt. Sie sprach in schnellem Tempo über die Lebensmittelknappheit, gefallene Soldaten, griff mit Witz „Nazi-Bonzen“ an, sprang von der Politik zum Tratsch, erzählte Indiskretionen über ihre Nachbarn oder von Erlebnissen als Zugehfrau bei einem Rundfunkredakteur im Propagandaministerium, der aus seiner heilen Welt reportierte, er sei mitten im Gefecht in einem Schützengraben. Im folgenden Transkript einer Sendung vom 11. März 1941 thematisiert Frau Wernicke das unter Strafe stehende Abhören von „Feindsendern“:

„Ne, ne da will ik nix von wissen Kinder, des Radio dreh ich nich an! Ne, ne nix zu machen, wie leicht drehste da 'n bisschen zu weit und haste nich jesehn, bist 'n Volksschädling. Aber wat denn, wat denn? Ihr wisst doch, unser juter kleener Doktor hat des doch nich jerne. Nun sach doch bloß nich sonne Sachen... Wat für die Engländer erlaubt is kann bei uns ooch nich schaden? Der Doktor hat es uns doch auseinander gepolgt warum es denen nischt tut, wenn sie die ausländischen Sender hörn. Weil se nämlich national jeeinigt sind. Wir haben een Reich, een Volk, een Führer, aber des jenücht eben nicht für die nationale Einheit, da verlasst euch nur uff den Joebbels, der wes det bessa. Ik sache: So lange wir nich jang jeeint sind, dürfen wir nich hör'n, weil wir nich jeeinicht sind. Und wenn wir ma jeeinicht sind, dann brauchen mehr nich hör'n, weil wir uns denn ja einich sind. Is doch klar wie Kloßbrühe, wa?“

## Position innerhalb der BBC
Die Sendereihe erfreute sich in Deutschland trotz des Verbots, sogenannte Feindsender zu hören, großer Beliebtheit. Der Vizechef der BBC, Stephen Tallents, schrieb in einem Leserbrief am 14. September 1941 an die Londoner Times: „Ich lade jeden, der der BBC unterstellt, die Propaganda gegen die Deutschen hätte einen ‚zu intellektuellen und literarischen Anstrich‘, ein, doch einmal reinzuhören, etwa in das Programm der Frau Wernicke, einer fiktiven Hausfrau in Berlin, die manche in Deutschland heute besser kennen als manche britischen Staatsmänner.“
Im Januar 1944 stellte die BBC die Reihe ein.